# Pachycheles ackleianus
Pachycheles ackleianus är en kräftdjursart som beskrevs av Alphonse Milne-Edwards 1880. Pachycheles ackleianus ingår i släktet Pachycheles och familjen porslinskrabbor. Inga underarter finns listade i Catalogue of Life.